# 切拉德
切拉德（Chelad），是印度西孟加拉邦Barddhaman县的一个城镇。总人口7901（2001年）。

## 人口
该地2001年总人口7901人，其中男性4389人，女性3512人；0—6岁人口973人，其中男501人，女472人；识字率57.13%，其中男性为67.69%，女性为43.94%。